# Joan Garriga i Quadres
Joan Garriga i Quadres (Sant Pere de Ribes, 1953) és mestre, activista social i polític català. Va ser diputat al Parlament de Catalunya per la CUP del gener de 2016 a l'octubre de 2017. És un històric de l'esquerra independentista i veterà militant de la CUP conegut amb el sobrenom de Nana.

## Biografia
Estudià magisteri i fou representant de l'Assemblea de Catalunya al Garraf. També fou membre del Partit del Treball de Catalunya, el Bloc Català de Treballadors, el Bloc d'Esquerra d'Alliberament Nacional i el Moviment de Defensa de la Terra. Fou regidor de l'Ajuntament de Sant Pere de Ribes entre els anys 2007 i 2015. Actualment és membre de l'associació de veïns de les Roquetes i de l'Institut d'Estudis Penedesencs. A més, està afiliat a la Confederació General del Treball i treballa al Servei d'Ocupació del Col·legi de Metges de Catalunya.